# José Antonio Tejedor
José Antonio Tejedor Sanz (Pedrajas de San Esteban, 2 novembre 1943 – Valladolid, 3 giugno 2025) è stato un calciatore e allenatore di calcio spagnolo, di ruolo attaccante.

## Carriera
Iniziò a giocare in Segunda División spagnola con il Real Valladolid.
Successivamente, giocò nella Liga spagnola con il Real Saragozza e con il Deportivo La Coruña.
Chiuse la carriera al Valladolid, dove si ritirò all'età di 30 anni a causa di un infortunio a un menisco.